# Jan Skácel
Jan Skácel (* 7. Februar 1922 in Vnorovy; † 7. November 1989 in Brünn) war ein tschechischer Dichter.

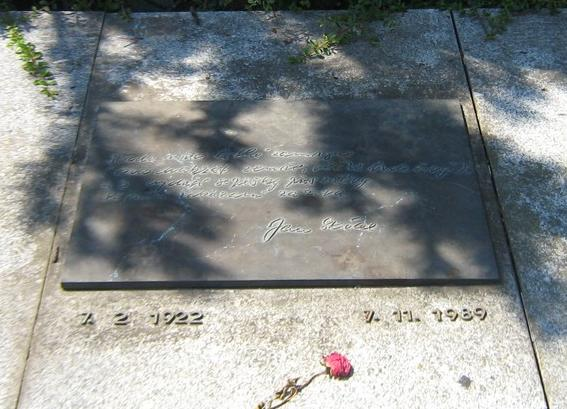
Gedenkstein in Brünn

## Leben
Skácel studierte in Brünn am Gymnasium und an der Masaryk-Universität. Zwischen 1954 und 1963 wirkte er in der literarischen Redaktion des Brünner Rundfunks. Ab 1963 war er Chefredakteur der Kulturrevue Host do domu. Bis 1969 veröffentlichte er einen Prosaband und fünf Gedichtbände. 1969 wurde Host do domu verboten und Skácel die Herausgabe eigener Werke verwehrt. Seine Werke veröffentlichte er bis 1981 im sog. Samizdat oder im Ausland. Erst 1981 durfte er wieder eine Auswahl seiner Gedichte in der Tschechoslowakei herausbringen. Im Jahre 1989 erhielt er den Petrarca-Preis und den Vilenica-Preis, den bedeutendsten Preis für Lyrik in Jugoslawien. Er ist Ehrenbürger der Stadt Brünn.
Auf Deutsch kam 1967 zunächst der Gedichtband Fährgeld für Charon heraus; unter dem Titel Wundklee erschien 1982 eine weitere Gedichtsammlung, deren Bekanntwerden der deutsche Lyriker Reiner Kunze befördern half, nicht zuletzt durch seine kongeniale Übersetzung. Weitere deutsche Ausgaben sind der 1991 erschienene Gedichtband „Ein Wind namens Jaromir“ sowie „Nochmals die Liebe“ von 1993, beide im Residenz Verlag, übersetzt von Felix Philipp Ingold. Im Wieser-Verlag erschienen die Feuilleton-Bände „Das elfte weisse Pferd“ und „Das dreizehnte schwarze Pferd“. Weitere im nächsten Abschnitt.
In französischer Übersetzung liegt der Band „Millet ancien“ vor (dessen Titel Reiner Kunze auf Deutsch mit „Hirse hirse langeher“ wiedergibt), übertragen vom Yves Bergeret und Jiří Pelán, erschienen im kleinen Verlag „Atelier la Feugraie“.
Der Asteroid (7218) Skácel ist nach ihm benannt.

## Werke (Auswahl)
- Jan Skácel: Fährgeld für Charon [Gedichte] (Originaltitel: Smuténka. Übersetzt von Reiner Kunze), Merlin, Hamburg 1967.
- Antonín Gribovský, Jan Skácel: Olomouc, Profil, Ostrava 1968 (Bildlegenden deutsch, englisch und französisch).
- Jan Skácel: Wundklee [Gedichte] (Übersetzung und Nachwort von Reiner Kunze), Fischer, Frankfurt am Main 1982, ISBN 3-10-076203-7.
- Jan Skácel: Ein Wind namens Jaromir und andere Gedichte. (Übersetzt von Felix Philipp Ingold), Residenz Verlag, Salzburg / Wien 1991, ISBN 3-7017-0680-8.
- Jan Skácel: Das elfte weisse Pferd [Erzählungen] (Übersetzt von Christa Rothmeier), Wieser Verlag, Klagenfurt / Salzburg 1993, ISBN 3-85129-086-0.
- Jan Skácel: Nochmals die Liebe [Gedichte] (Übersetzt von Felix Philipp Ingold), Residenz Verlag, Salzburg / Wien 1993, ISBN 3-7017-0790-1.
- Jan Skácel: Das dreizehnte schwarze Pferd (Übersetzt von Christa Rothmeier), Wieser Verlag, Klagenfurt / Salzburg 1995, ISBN 3-85129-158-1.
- Jan Skácel: Henri Rousseau aus Ivančice [Erzählung] (Übersetzt von Christa Rothmeier), Wieser Verlag, Klagenfurt 1996, ISBN 3-85129-192-1.
- Jan Skácel[1] (= Poesiealbum 325), Lyrikauswahl von Reiner Kunze, Grafik von Karel Franta. Märkischer Verlag Wilhelmshorst 2016, ISBN 978-3-943708-25-7.
- Jan Skácel: Für alle die im Herzen barfuß sind, Gedichte und Prosa ausgewählt von Peter Hamm, Wallstein-Verlag 2018. Übersetzt von Reiner Kunze, Felix Philipp Ingold, Urs Heftrich und Christa Rothmeier, ISBN 978-3-8353-3368-0.

## Vertonungen
- Margarete Sorg-Rose: Zwei Lieder nach Texten von Jan Skácel (Aus dem Tschechischen ins Deutsche übertragen von Reiner Kunze) für Sprecher, Mezzosopran und Klavier (1983)
- Margarete Sorg-Rose: Fünf Lieder nach Texten von Jan Skácel (Zyklus / Aus dem Tschechischen ins Deutsche übertragen von Reiner Kunze) für Bariton und Klavier (1993)